# Chatfield (Ohio)
Chatfield – wieś w USA, w stanie Ohio, w hrabstwie Crawford.
Liczba mieszkańców w 2000 roku wynosiła 218.